# Combes (Hérault)
Pour les articles homonymes, voir Combes.
Combes (en occitan Combas) est une commune française située dans l'ouest du département de l'Hérault, en région Occitanie.
Exposée à un climat méditerranéen, elle est drainée par le Bitoulet, le ruisseau de la Borie Basse, le ruisseau de Madale et par divers autres petits cours d'eau. Incluse dans le parc naturel régional du Haut-Languedoc, la commune possède un patrimoine naturel remarquable composé d'une zone naturelle d'intérêt écologique, faunistique et floristique.
Combes est une commune rurale qui compte 321 habitants en 2022, après avoir connu une forte hausse de la population depuis 1968. Elle est dans l'unité urbaine de Bédarieux et fait partie de l'aire d'attraction de Bédarieux. Ses habitants sont appelés les Combois et Comboises.

## Géographie

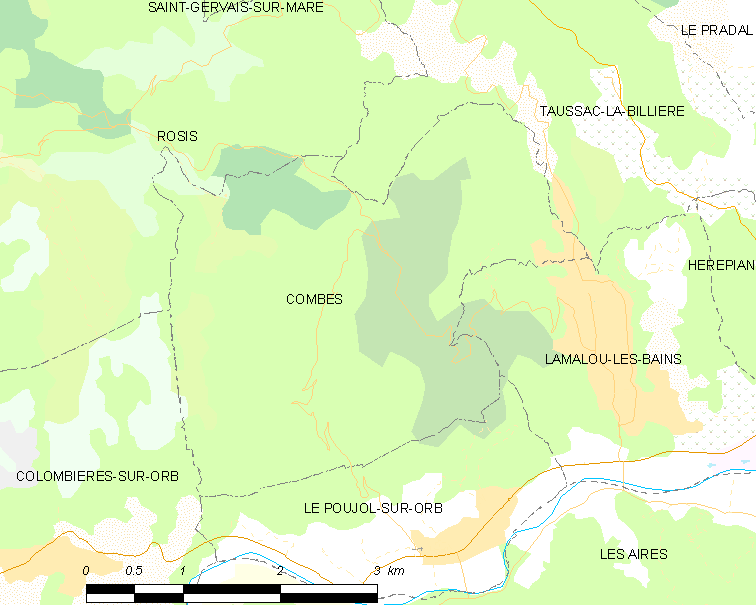
Carte

Combes est accroché aux flancs de l'Espinouse dans les Hauts cantons de l'Hérault. Il est situé dans le parc naturel régional du Haut-Languedoc.

### Communes limitrophes
|                     | Rosis             | Taussac-la-Billière |
| Rosis               | Combes            |                     |
| Colombières-sur-Orb | Le Poujol-sur-Orb | Lamalou-les-Bains   |

### Hameaux

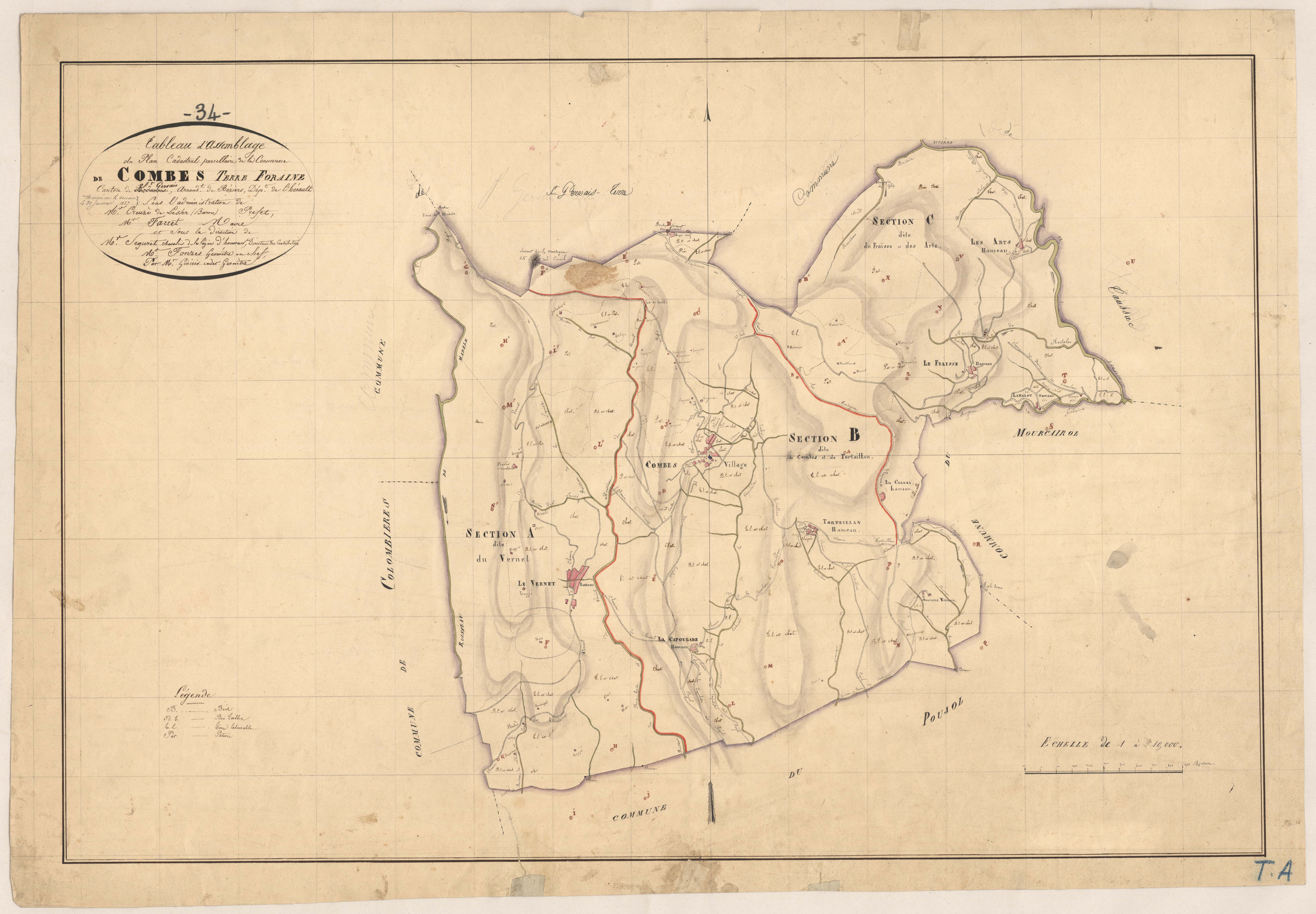
Tableau d'assemblage du plan cadastral parcellaire, 1827

- les Agasses * les Arts
- la Capoulade * la Carral
- Combes * Le Fraïsse
- Lamalou-le-Vieux * le Laousas
- le Logis neuf * le Roumegas
- Saint Vital * Torteillan
- le Vernet

### Climat
Pour des articles plus généraux, voir Climat de l'Occitanie et Climat de l'Hérault.
En 2010, le climat de la commune est de type climat méditerranéen altéré, selon une étude s'appuyant sur une série de données couvrant la période 1971-2000. En 2020, Météo-France publie une typologie des climats de la France métropolitaine dans laquelle la commune est exposée à un climat méditerranéen et est dans la région climatique  Provence, Languedoc-Roussillon, caractérisée par une pluviométrie faible en été, un très bon ensoleillement (2 600 h/an), un été chaud (21,5 °C), un air très sec en été, sec en toutes saisons, des vents forts (fréquence de 40 à 50 % de vents > 5 m/s) et peu de brouillards.
Pour la période 1971-2000, la température annuelle moyenne est de 12,9 °C, avec une amplitude thermique annuelle de 15,4 °C. Le cumul annuel moyen de précipitations est de 1 465 mm, avec 8,9 jours de précipitations en janvier et 3,5 jours en juillet. Pour la période 1991-2020, la température moyenne annuelle observée sur la station météorologique la plus proche, située sur la commune des Aires à 5,24 km à vol d'oiseau, est de 14,0 °C et le cumul annuel moyen de précipitations est de 1 111,8 mm,. Pour l'avenir, les paramètres climatiques de la commune estimés pour 2050 selon différents scénarios d'émission de gaz à effet de serre sont consultables sur un site dédié publié par Météo-France en novembre 2022.

### Milieux naturels et biodiversité

#### Espaces protégés
La protection réglementaire est le mode d’intervention le plus fort pour préserver des espaces naturels remarquables et leur biodiversité associée,.
Un  espace protégé est présent sur la commune : 
le parc naturel régional du Haut-Languedoc, créé en 1973 et d'une superficie de 307 184 ha, qui s'étend sur 118 communes et deux départements. Implanté de part et d’autre de la ligne de partage des eaux entre Océan Atlantique et mer Méditerranée, ce territoire est un véritable balcon dominant les plaines viticoles du Languedoc et les étendues céréalières du Lauragais,.

#### Zones naturelles d'intérêt écologique, faunistique et floristique

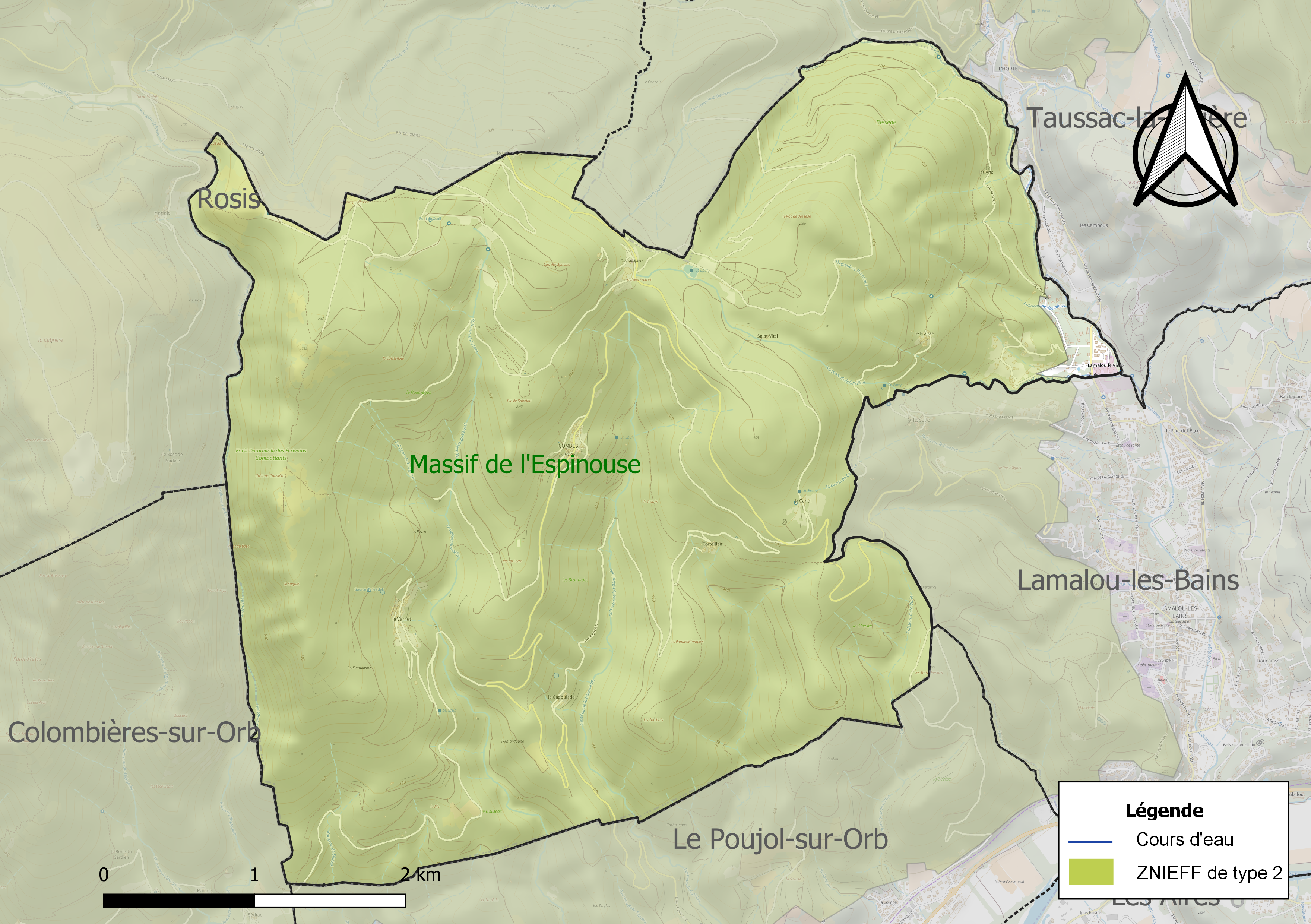
Carte de la ZNIEFF de type 2 localisée sur la commune.

L’inventaire des zones naturelles d'intérêt écologique, faunistique et floristique (ZNIEFF) a pour objectif de réaliser une couverture des zones les plus intéressantes sur le plan écologique, essentiellement dans la perspective d’améliorer la connaissance du patrimoine naturel national et de fournir aux différents décideurs un outil d’aide à la prise en compte de l’environnement dans l’aménagement du territoire.
Une ZNIEFF de type 2 est recensée sur la commune :
le « massif de l'Espinouse » (20 035 ha), couvrant 19 communes du département.

## Urbanisme

### Typologie
Au 1er janvier 2024, Combes est catégorisée bourg rural, selon la nouvelle grille communale de densité à sept niveaux définie par l'Insee en 2022.
Elle appartient à l'unité urbaine de Bédarieux, une agglomération intra-départementale regroupant neuf  communes, dont elle est une commune de la banlieue,,. Par ailleurs la commune fait partie de l'aire d'attraction de Bédarieux, dont elle est une commune du pôle principal,. Cette aire, qui regroupe 26 communes, est catégorisée dans les aires de moins de 50 000 habitants,.

### Occupation des sols
L'occupation des sols de la commune, telle qu'elle ressort de la base de données européenne d’occupation biophysique des sols Corine Land Cover (CLC), est marquée par l'importance des forêts et milieux semi-naturels (98,1 % en 2018), une proportion sensiblement équivalente à celle de 1990 (98,2 %). La répartition détaillée en 2018 est la suivante : 
forêts (97 %), zones urbanisées (1,3 %), milieux à végétation arbustive et/ou herbacée (1,2 %), zones agricoles hétérogènes (0,6 %). L'évolution de l’occupation des sols de la commune et de ses infrastructures peut être observée sur les différentes représentations cartographiques du territoire : la carte de Cassini (XVIIIe siècle), la carte d'état-major (1820-1866) et les cartes ou photos aériennes de l'IGN pour la période actuelle (1950 à aujourd'hui).

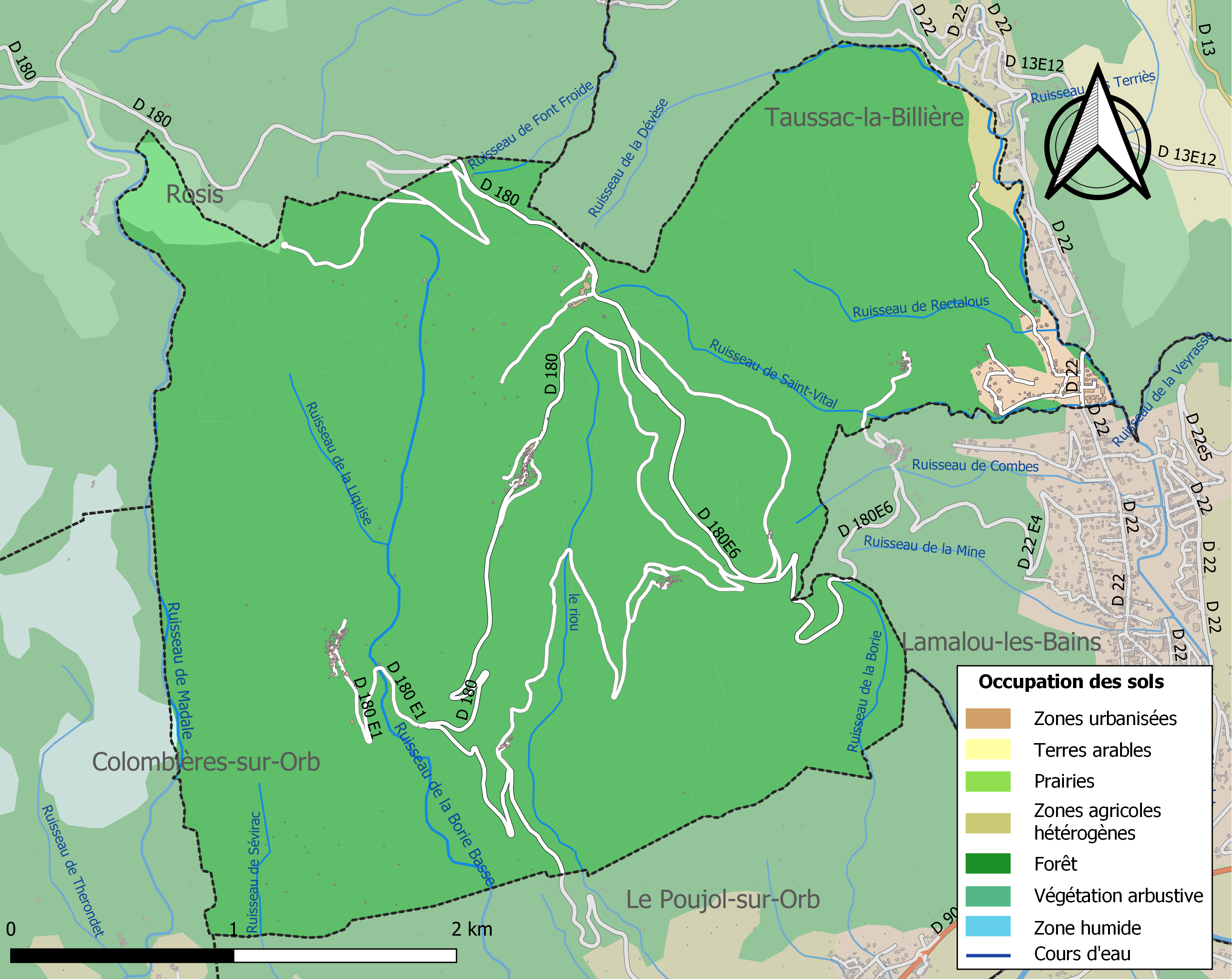
Carte des infrastructures et de l'occupation des sols de la commune en 2018 (CLC).

### Risques majeurs
Le territoire de la commune de Combes est vulnérable à différents aléas naturels : météorologiques (tempête, orage, neige, grand froid, canicule ou sécheresse) et séisme (sismicité très faible). Il est également exposé à un risque particulier : le risque de radon. Un site publié par le BRGM permet d'évaluer simplement et rapidement les risques d'un bien localisé soit par son adresse soit par le numéro de sa parcelle.

#### Risques naturels
Combes est exposée au risque de feu de forêt du fait de la présence sur son territoire. Un plan départemental de protection des forêts contre les incendies (PDPFCI) a été approuvé en juin 2013 et court jusqu'en 2022, où il doit être renouvelé. Les mesures individuelles de prévention contre les incendies sont précisées par deux arrêtés préfectoraux et s’appliquent dans les zones exposées aux incendies de forêt et à moins de 200 mètres de celles-ci. L’arrêté du 25 avril 2002 réglemente l'emploi du feu en interdisant notamment d’apporter du feu, de fumer et de jeter des mégots de cigarette dans les espaces sensibles et sur les voies qui les traversent sous peine de sanctions. L'arrêté du 11 mars 2013 rend le débroussaillement obligatoire, incombant au propriétaire ou ayant droit,.

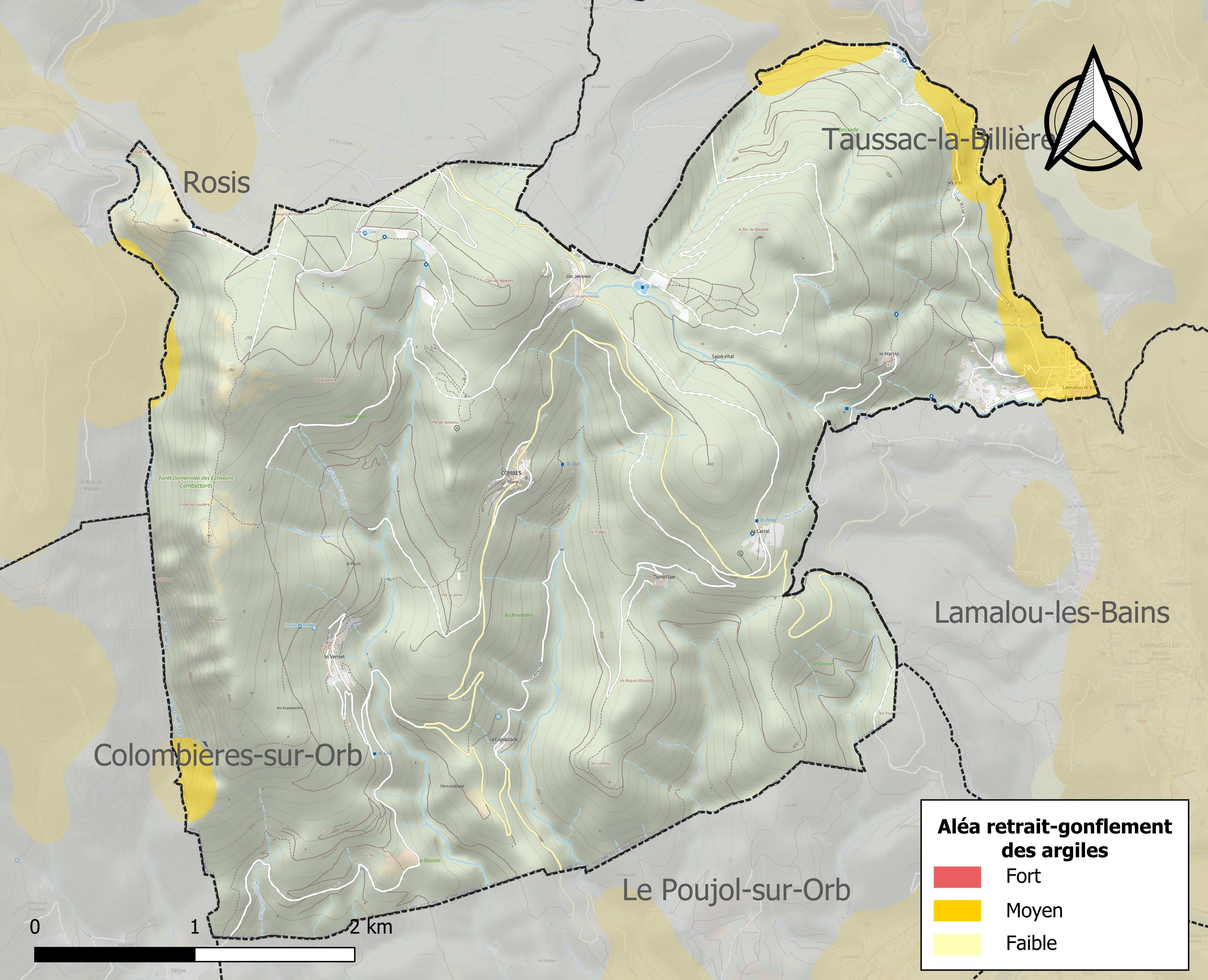
Carte des zones d'aléa retrait-gonflement des sols argileux de Combes.

Le retrait-gonflement des sols argileux est susceptible d'engendrer des dommages importants aux bâtiments en cas d’alternance de périodes de sécheresse et de pluie. 3,4 % de la superficie communale est en aléa moyen ou fort (59,3 % au niveau départemental et 48,5 % au niveau national). Sur les 170 bâtiments dénombrés sur la commune en 2019, 35 sont en aléa moyen ou fort, soit 21 %, à comparer aux 85 % au niveau départemental et 54 % au niveau national. Une cartographie de l'exposition du territoire national au retrait gonflement des sols argileux est disponible sur le site du BRGM,.
Par ailleurs, afin de mieux appréhender le risque d’affaissement de terrain, l'inventaire national des cavités souterraines permet de localiser celles situées sur la commune.
La commune a été reconnue en état de catastrophe naturelle au titre des dommages causés par les inondations et coulées de boue survenues en 1982, 1986, 1996 et 2014.

#### Risque particulier
Dans plusieurs parties du territoire national, le radon, accumulé dans certains logements ou autres locaux, peut constituer une source significative d’exposition de la population aux rayonnements ionisants. Certaines communes du département sont concernées par le risque radon à un niveau plus ou moins élevé. Selon la classification de 2018, la commune de Combes est classée en zone 3, à savoir zone à potentiel radon significatif.

## Toponymie
Combe : « vallée, replat d'une vallée ».
La commune est connue sous les variantes « Las Combes » et « Combes-Terre Foraine du Pujol ».

## Héraldique
| Armes de Combes | Les armes de Combes se blasonnent ainsi : écartelé d'or et de gueules, à trois arbres, celui du milieu plus élevé, posés sur un mont de trois coupeaux, le tout de sinople |

## Histoire
Sous l'Ancien Régime, Combes dépendait de la communauté du Poujol.
En 1790, Combes est érigée en commune sous le nom de Combes - Terre Foraine du Poujol.
L'église de Combes a été bénie le 25 juin 1785. Avant cela, Combes dépendait de Saint-Pierre de Rhèdes.

## Politique et administration
| Période   | Période   | Identité            | Étiquette | Qualité |
| --------- | --------- | ------------------- | --------- | ------- |
| 1947      | 1971      | Emile Liles         |           |         |
| 1971      | mars 2008 | Pierre Mege         |           |         |
| mars 2008 | En cours  | Marie-Line Géronimo | SE        |         |

## Démographie

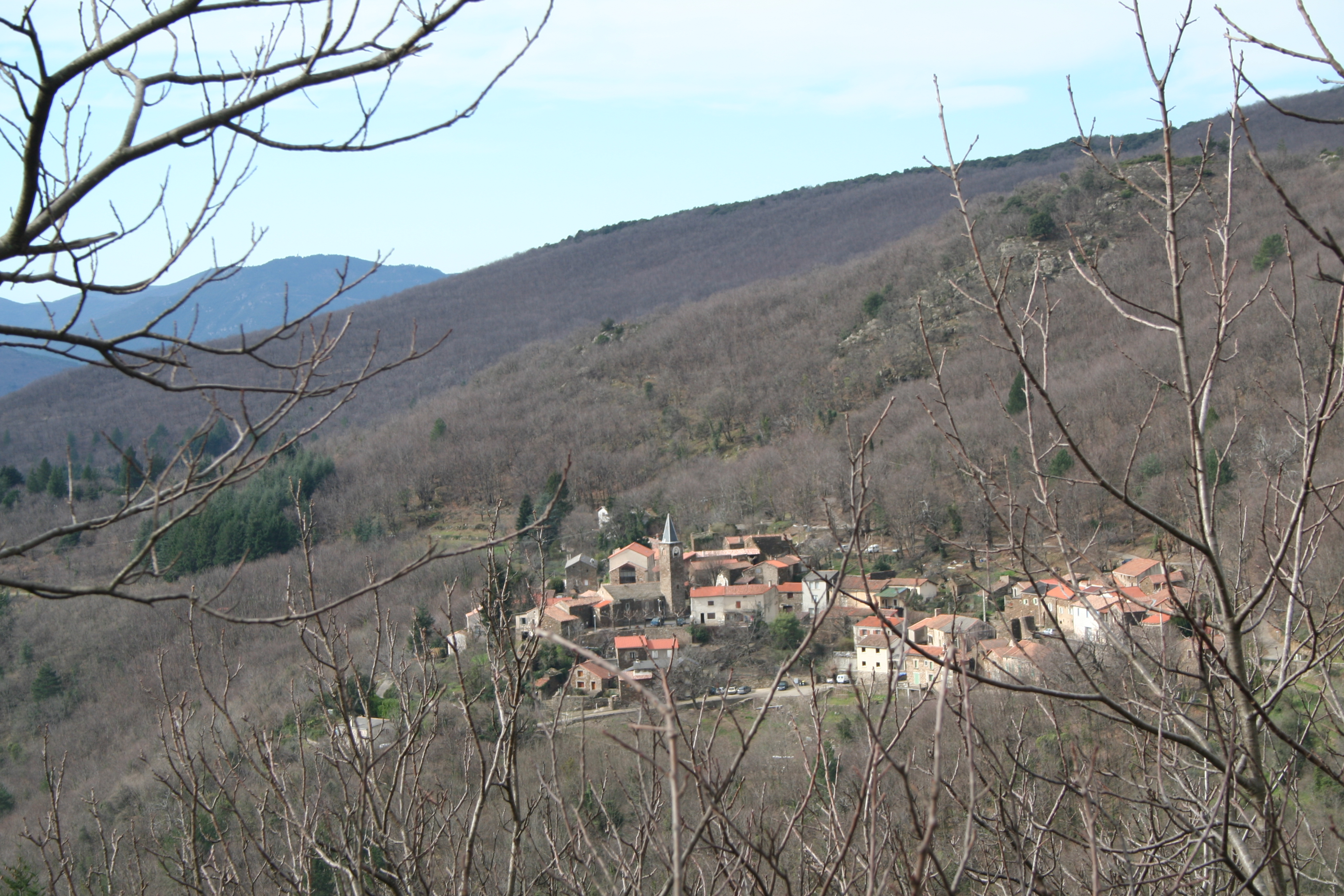
Vue générale.

L'évolution du nombre d'habitants est connue à travers les recensements de la population effectués dans la commune depuis 1793. Pour les communes de moins de 10 000 habitants, une enquête de recensement portant sur toute la population est réalisée tous les cinq ans, les populations de référence des années intermédiaires étant quant à elles estimées par interpolation ou extrapolation. Pour la commune, le premier recensement exhaustif entrant dans le cadre du nouveau dispositif a été réalisé en 2005.

En 2022, la commune comptait 321 habitants, en évolution de −4,75 % par rapport à 2016 (Hérault : +7,49 %, France hors Mayotte : +2,11 %).
| 1793 | 1800 | 1806 | 1821 | 1831 | 1836 | 1841 | 1846 | 1851 |
| ---- | ---- | ---- | ---- | ---- | ---- | ---- | ---- | ---- |
| 440  | 462  | 510  | 518  | 496  | 523  | 506  | 467  | 442  |

| 1856 | 1861 | 1866 | 1872 | 1876 | 1881 | 1886 | 1891 | 1896 |
| ---- | ---- | ---- | ---- | ---- | ---- | ---- | ---- | ---- |
| 423  | 418  | 383  | 374  | 334  | 308  | 294  | 259  | 240  |

| 1901 | 1906 | 1911 | 1921 | 1926 | 1931 | 1936 | 1946 | 1954 |
| ---- | ---- | ---- | ---- | ---- | ---- | ---- | ---- | ---- |
| 229  | 219  | 203  | 177  | 180  | 152  | 177  | 132  | 181  |

| 1962 | 1968 | 1975 | 1982 | 1990 | 1999 | 2005 | 2006 | 2010 |
| ---- | ---- | ---- | ---- | ---- | ---- | ---- | ---- | ---- |
| 231  | 152  | 170  | 188  | 180  | 265  | 308  | 307  | 329  |

| 2015 | 2020 | 2022 | - | - | - | - | - | - |
| ---- | ---- | ---- | - | - | - | - | - | - |
| 341  | 322  | 321  | - | - | - | - | - | - |

## Économie

### Revenus
En 2018, la commune compte 104 ménages fiscaux, regroupant 201 personnes. La médiane du revenu disponible par unité de consommation est de 21 800 € (20 330 € dans le département).

### Emploi
|                | 2008   | 2013   | 2018  |
| -------------- | ------ | ------ | ----- |
| Commune        | 8,3 %  | 9,6 %  | 3,2 % |
| Département    | 10,1 % | 11,9 % | 12 %  |
| France entière | 8,3 %  | 10 %   | 10 %  |

En 2018, la population âgée de 15 à 64 ans s'élève à 227 personnes, parmi lesquelles on compte 41,1 % d'actifs (37,9 % ayant un emploi et 3,2 % de chômeurs) et 58,9 % d'inactifs,. En  2018, le taux de chômage communal (au sens du recensement) des 15-64 ans est inférieur à celui de la France et du département, alors qu'en 2008 il était supérieur à celui de la France.
La commune fait partie du pôle principal de l'aire d'attraction de Bédarieux,. Elle compte 131 emplois en 2018, contre 115 en 2013 et 96 en 2008. Le nombre d'actifs ayant un emploi résidant dans la commune est de 92, soit un indicateur de concentration d'emploi de 142,7 % et un taux d'activité parmi les 15 ans ou plus de 31,7 %.
Sur ces 92 actifs de 15 ans ou plus ayant un emploi, 28 travaillent dans la commune, soit 30 % des habitants. Pour se rendre au travail, 70,8 % des habitants utilisent un véhicule personnel ou de fonction à quatre roues, 2,2 % les transports en commun, 16,9 % s'y rendent en deux-roues, à vélo ou à pied et 10,1 % n'ont pas besoin de transport (travail au domicile).

### Activités hors agriculture
12 établissements sont implantés  à Combes au 31 décembre 2019.
Le secteur des autres activités de services est prépondérant sur la commune puisqu'il représente 25 % du nombre total d'établissements de la commune (3 sur les 12 entreprises implantées  à Combes), contre 8,1 % au niveau départemental.

### Agriculture
|               | 1988 | 2000 | 2010 | 2020 |
| ------------- | ---- | ---- | ---- | ---- |
| Exploitations | 5    | 1    | 2    | 1    |
| SAU (ha)      | 5    | 0    | 8    | 4    |

La commune est dans les « Plateaux du Sommail et de l'Espinouze », une petite région agricole occupant une frange nord-ouest du département de l'Hérault. En 2020, l'orientation technico-économique de l'agriculture  sur la commune est la polyculture et/ou le polyélevage. Une seule  exploitation agricole ayant son siège dans la commune est recensée lors du recensement agricole de 2020 (cinq en 1988). La superficie agricole utilisée est de 4 ha,,.

## Culture locale et patrimoine

### Lieux et monuments
- Église Saints-Pierre-et-Paul de Combes.

### Personnalités liées à la commune
- Sylvain Joubert, propriétaire d'une maison à Combes, pompier volontaire.

## Jumelages
Combes est jumelée avec
 Combes (États-Unis)

### Fonds d'archives
- Fonds : Archives communales de Combes (1825-1827) [0,30 ml].  Cote : 83 EDT. Montpellier : Archives départementales de l'Hérault (présentation en ligne).